# فانالا
فانالا (بالإنجليزية: Vanala)‏ هي منطقة سكنية تقع في الهند في Surendranagar district. يقدر عدد سكانها بـ 1,028 نسمة .